# Meridarchis pseudomantis
Meridarchis pseudomantis is een vlinder uit de familie van de Carposinidae. De wetenschappelijke naam van de soort is voor het eerst geldig gepubliceerd in 1920 door Meyrick.